# Rudnik Paklina
Rudnik Paklina u Radošićima kod Vrgorca je rudnik bitumena.

## Opis
Nalazi se u Radošićima, na području Grada Vrgorca. Na istočnim predjelima polja Bunina, u podnožju Radošića, Mlečani su još 1698. otkrili bituminoznu tvar zvanu katran te ga počeli iskorištavati. Rudarilo se na tri revira: Paulina, Marija i Aleksand(er)rija. Do 1961. g. rudarilo se podzemno, kombinacijama okana i/ili niskopa te hodnika. Pretežno se rudarilo do 50 m dubine, gdje je lociran najdublji IV horizont. Niskopom (II) usmjerenim iz II horizonta na 25 m do dubine 75 m-80 m, dosegnuta je najveća dubina u rudniku. Najdublje vertikalno okno nalazi se u reviru Paulina, duboko je 55 m., dok dubina „vjetrenog“ okna na rudnom polju Aleksandrija iznosi 40 m. Zatvoren je 1986. g. pošto su stručnjaci ocijenili da je posve iscrpljen. Rudnik Paklina jedno je od najranijih eksploatiranih nalazišta bitumena u Dalmaciji, a ujedno i najdugotrajniji aktivni rudnik uz onoga u Vinišću. Upravo zbog dugotrajnog rudarenja, rudnik Paklina ostao je očuvan gotovo netaknut te kao takav predstavlja vrijedan primjer industrijske baštine Vrgoračkog kraja.

## Zaštita
Pod oznakom Z-5789 zavedena je kao nepokretno kulturno dobro - pojedinačno, pravna statusa zaštićena kulturnog dobra, klasificirano kao "ostalo".